# Vilhelm Moberg

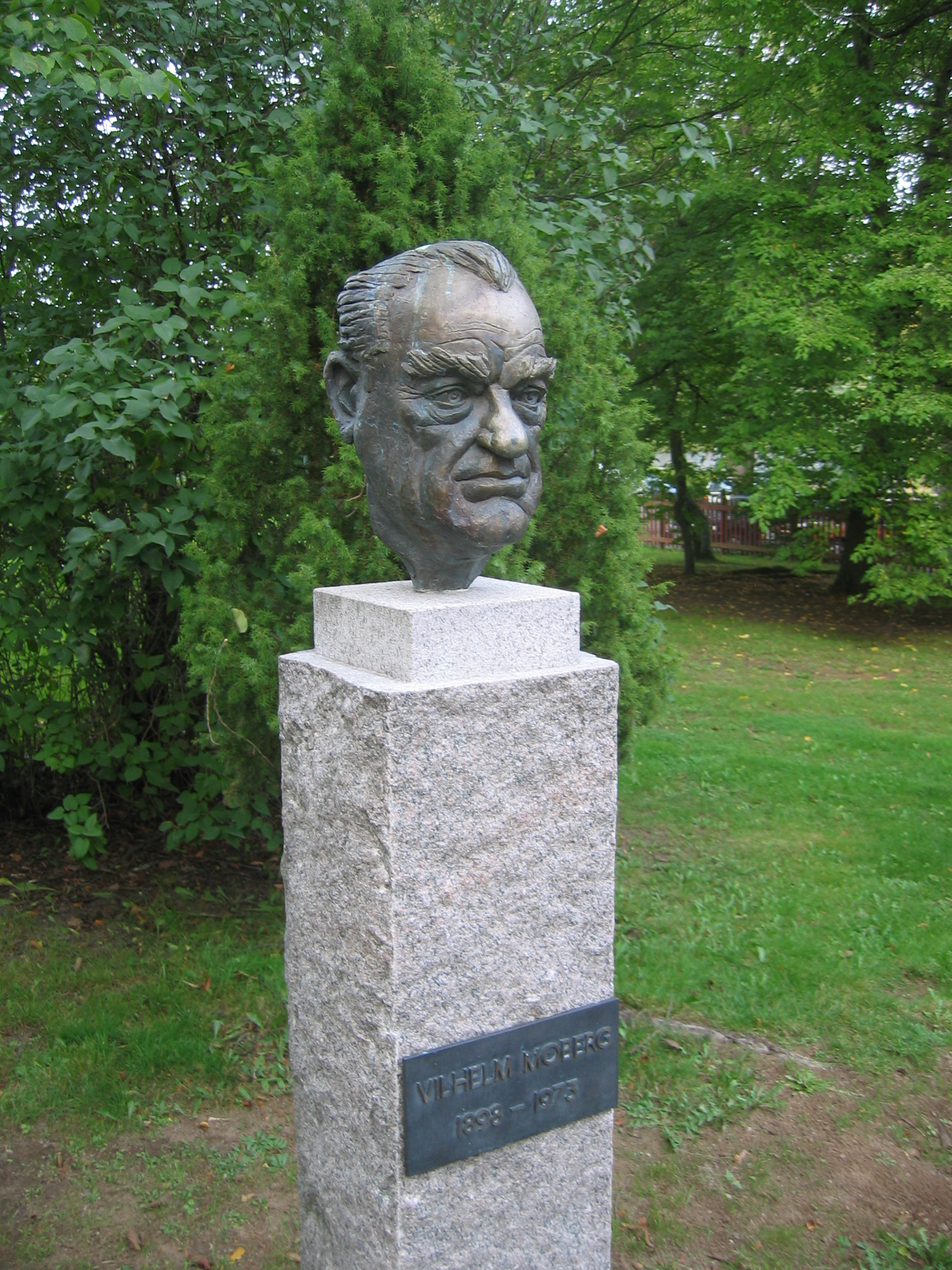
Popiersie Vilhelma Moberga

Vilhelm Moberg (ur. 20 sierpnia 1898 w Moshultamåla, zm. 8 sierpnia 1973 w Grisslehamn) – pisarz szwedzki.

## Życiorys
Vilhelm Moberg urodził się w 1898 roku w prowincji Smalandia na południu Szwecji. Był czwartym z siedmiorga dzieci. Napisał m.in. powieści Twoja chwila na ziemi, Kraina zdrajców, Jedź dziś nocą i Emigranci, która to książka stanowi część słynnej tetralogii: Utvandrarna (1949, szw. Emigranci), Invandrarna (1951, szw. Imigranci), Nybyggarna (1956, szw. Osadnicy), Sista brevet till Sverige (1959, szw. Ostatni list do Szwecji) – będącej kroniką wychodźstwa szwedzkiego do Ameryki Północnej w XIX wieku. W 1973 roku pisarz utonął w jeziorze na północ od Sztokholmu.

## Twórczość
Bogata i różnorodna twórczość Moberga jest powszechnie uznana i ceniona. Rodzina Rasków napisana w 1927, została sfilmowana w 1976 dla telewizji szwedzkiej. Akcja tej powieści rozgrywa się pod koniec XIX wieku w małej wiosce szwedzkiej. Dramatyczne losy bohaterów, żołnierza i jego rodziny, układają się w przejmującą opowieść o najprostszych ludzkich sprawach, takich jak życie i śmierć, miłość, walka o istnienie, o zachowanie ludzkiej godności. Już w tej, wczesnej powieści zaprezentował swój wielki talent epicki i kunsztowną sztukę narracji, która zyskała mu miano wybitnego prozaika.
Vilhelm Moberg w swoich wypowiedziach przeciwstawiał się dwudziestowiecznym totalitaryzmom i krytykował bierną postawę szwedzkiego rządu i społeczeństwa wobec nich.